# Sierra Atravesada
La Sierra Atravesada o Sierra de Niltepec es una sierra en el estado de Oaxaca, México, en la región del Istmo de Tehuantepec. Es una cordillera localizada en la región geográfica mexicana del Pacífico Sur, que forma, junto con la sierra de Tres Picos, la estribación más noroccidental de la sierra Madre de Chiapas, a caballo entre los estados de Oaxaca y Chiapas.
La sierra, que se extiende en dirección este-oeste y está formada en su mayor parte por rocas metamórficas y graníticas, forma la divisoria más importante del istmo de Tehuantepec. En su vertiente este se recogen las aguas que van a dar al sistema del río Uxpanapa, que desemboca en el golfo de México, mientras que en su vertiente occidental el principal colector es el río Chimalapa, que desagua en el océano Pacífico. Sus principales cumbres son el cerro Azul (2250 m s. n. m.) y el cerro Baúl (2.050 m s. n. m.). En la falda oriental de esta sierra nace el río Negro, un tributario del Grijalva. Otros cursos fluviales de importancia que tienen su origen en la sierra Atravesada son los ríos Salado, Chívela, Chichigua y Sarabia, todos afluentes de Coatzacoalcos, uno de los ríos más caudalosos de México.
Las precipitaciones sobre esta zona son muy abundantes, al encontrarse en el camino de los vientos húmedos que soplan en dirección sur desde el golfo de México; varían entre unos 4.000 y 2.800 mm/año, dependiendo de la vertiente. Las relativamente altas temperaturas (con una media anual de 25 °C) y la alta insolación convierten a toda la región en un buen ejemplo de selva tropical húmeda, uno de los varios tipos de pluvisilva.